# ثعبان أبو بكر
ثعبان أبو بكر (الإسم العلمي: Macroprotodon abubakeri) هو نوع من الثعابين التي توجد في الشمال الشرقي للمغرب وووسط وشرق الجزائر .